# Stempel (numizmatyka)
Stempel w numizmatyce – element służący do tłoczenia wzoru na monetach i medalach. W zależności od przygotowania stempla można uzyskać różne efekty powierzchni monety. 
Pojęcia stempel używa się również do określenia:
- estetycznych efektów tła lub rysunku monety (stempel zwykły, stempel lustrzany),
- orientacji względem siebie rysunków awersu i rewersu (stempel zwykły, stempel odwrócony),
- rozróżnienia stopnia wypukłości rysunku monety (stempel płytki, stempel głęboki).